# Tanya König

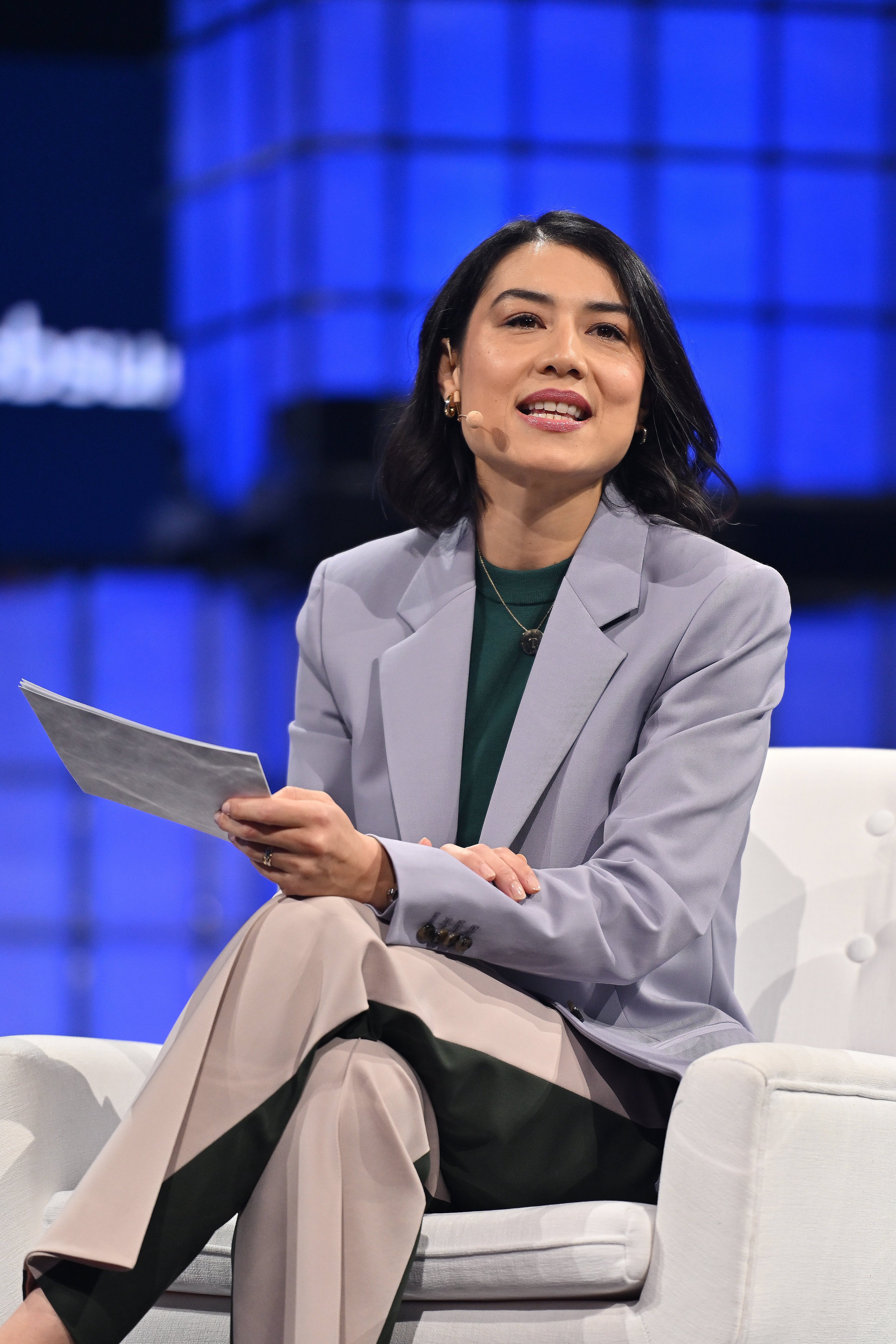
Tanya König während einer Moderation am Web Summit 2023

Tanya König (* 23. Juni 1987 in Sydney, Australien) ist eine Schweizer Journalistin und Fernsehmoderatorin. Von 2022 bis 2025 moderierte sie das Gesellschaftsmagazin G&G beim Schweizer Radio und Fernsehen (SRF). Zuvor war sie Videojournalistin und Produzentin und moderierte beim englischsprachigen Wirtschaftssender CNN Money Switzerland.

## Leben
Tanya König wurde als Tochter eines Schweizers und einer chinesisch-portugiesischen Mutter in Australien geboren. Sie wuchs mehrsprachig in Rapperswil SG auf; ein Jahr lebte sie in Portugal, wo sie die erste Klasse besuchte. Als 15-Jährige hatte sie ihren ersten TV-Auftritt als Gast-Moderatorin beim Musik-Sender VIVA Schweiz neben Max Loong. 2009 absolvierte sie die Ringier-Journalistenschule und wurde als Videojournalistin ausgebildet. Anschliessend studierte sie Sinologie, Filmwissenschaft und Politikwissenschaft an der Universität Zürich (UZH) und schloss mit einem Bachelor of Arts ab. Während des Studiums verbrachte sie ein Jahr in Peking, wo sie an der Central Academy of Drama Mandarin lernte. Als UZH-Alumna moderiert sie Anlässe für die Universität Zürich.
Ab 2014 berichtete sie als Online-Reporterin in der SRF-Sendung «The Voice of Switzerland» für ein jüngeres Publikum auf YouTube, Instagram und Facebook. Das Magazin TV-Star schrieb, sie sei ein Lichtblick in der Show, Sendungscoach und Rapper Stress sagte, sie sei eine unkonventionelle Moderatorin. Danach moderierte sie Events und TEDx-Zurich-Anlässe, gründete das Onlineformat BalconyTV und schrieb als Kolumnistin sowie freie Journalistin für Printmedien wie Blick am Abend, Blick, Schweiz am Sonntag oder das US-Magazin Interiors.
Sie lebt mit ihrem Ehemann im Zürcher Oberland.

### Fernsehmoderationen
2017 gehörte sie zu den ersten Mitarbeiterinnen des englischsprachigen TV-Senders CNN Money Switzerland, wo sie als Journalistin und Videoproduzentin Fernseh- und Onlinebeiträge realisierte. Sie kreierte die Sendung «Out & About», für die sie Persönlichkeiten aus dem Kunstmarkt, der Kulturszene, der Gastronomie, aus Politik und Wirtschaft interviewte, etwa den Künstler Ai Weiwei, die Popstars Dieter Meier und Ziggy Marley, Kunstmäzenin Grażyna Kulcyk oder Iwan Wirth, den Präsidenten des Galeriennetzwerks Hauser & Wirth. 2020 war Tanya König für CNN Money Switzerland als Reporterin am WEF in Davos.
Ab Juli 2022 gehörte sie zum Moderationsteam der Sendung Gesichter & Geschichten beim Schweizer Fernsehen. Sie moderierte für G&G eine Studiosendung zur Oscarverleihung 2023 und berichtete als Korrespondentin von der Krönung von Charles III. live aus London. Am 2. Juni 2025 moderierte sie ihre letzte Sendung Gesichter & Geschichten. Im Oktober 2022 moderierte sie die erste Staffel des Wirtschaftsmagazins NextIn Business auf Sat.1 Schweiz.

### Selbstständigkeit
Neben ihren TV-Engagements moderiert sie bis heute an Paneldiskussionen, Konferenzen und Anlässen, etwa für das Cannes Lions Festival. Zudem produzierte sie Videos für die Finanzplattform «finance.swiss». Dabei interviewte sie den damaligen Verwaltungsrat der Schweizerischen Nationalbank, ETH-Professor Adrian Perrig, den Bank-Julius-Bär-CEO Philipp Rickenbacher oder Mirjam Staub-Bisang, die CEO von BlackRock Schweiz. In ihrem Podcast «Swizz Art Biz» interviewt sie Akteure aus der Kunstwelt.